# 몽골 국영 방송

몽골 국영 방송(MNB, 영어: Mongolian National Broadcaster, 몽골어: Монголын Үндэсний Олон Нийтийн Телевиз)는 몽골의 국영 텔레비전 방송국이다. 방송시간은 아침 7시에서 자정까지 17시간 정도 방송된다.
1967년 9월 27일에 몽골 국영 텔레비전 방송이 설립되었고, 동시에 몽골의 첫 TV 방송을 시작하였다. 처음에는 방송 시간이 화요일, 목요일, 토요일, 일요일에 오후 6시~오후 10시까지만 방송되었고, 모든 프로그램이 생방송이었으나 1971년 12월에 몽골 TV 스튜디오가 설립되면서 방송 시간 확장과 함께 사전 녹화 영상 등을 방영하게 되었다.
1980년에는 일본, 프랑스, 러시아 등에서 도입한 장비를 토대로 컬러 텔레비전 방송을 시작하였다. 사회주의 체제가 붕괴된 이후에는 외국 드라마 등의 편성이 높아졌으며, 특히 그 중에서도 한국 드라마의 편성이 대부분을 차지하고 있다.
설립 이후로 몽골 국영 방송은 국제 관계를 높이기 위해 1997년 1월에 아시아 태평양 방송 연합의 회원이 되고, 러시아 페르비 카날, NHK, CNN, ZDF, 도이체 벨레 등과 교류 협정을 맽고 있다.

## 같이 보기
- 몽골의 소리